# Андрусово (Крым)

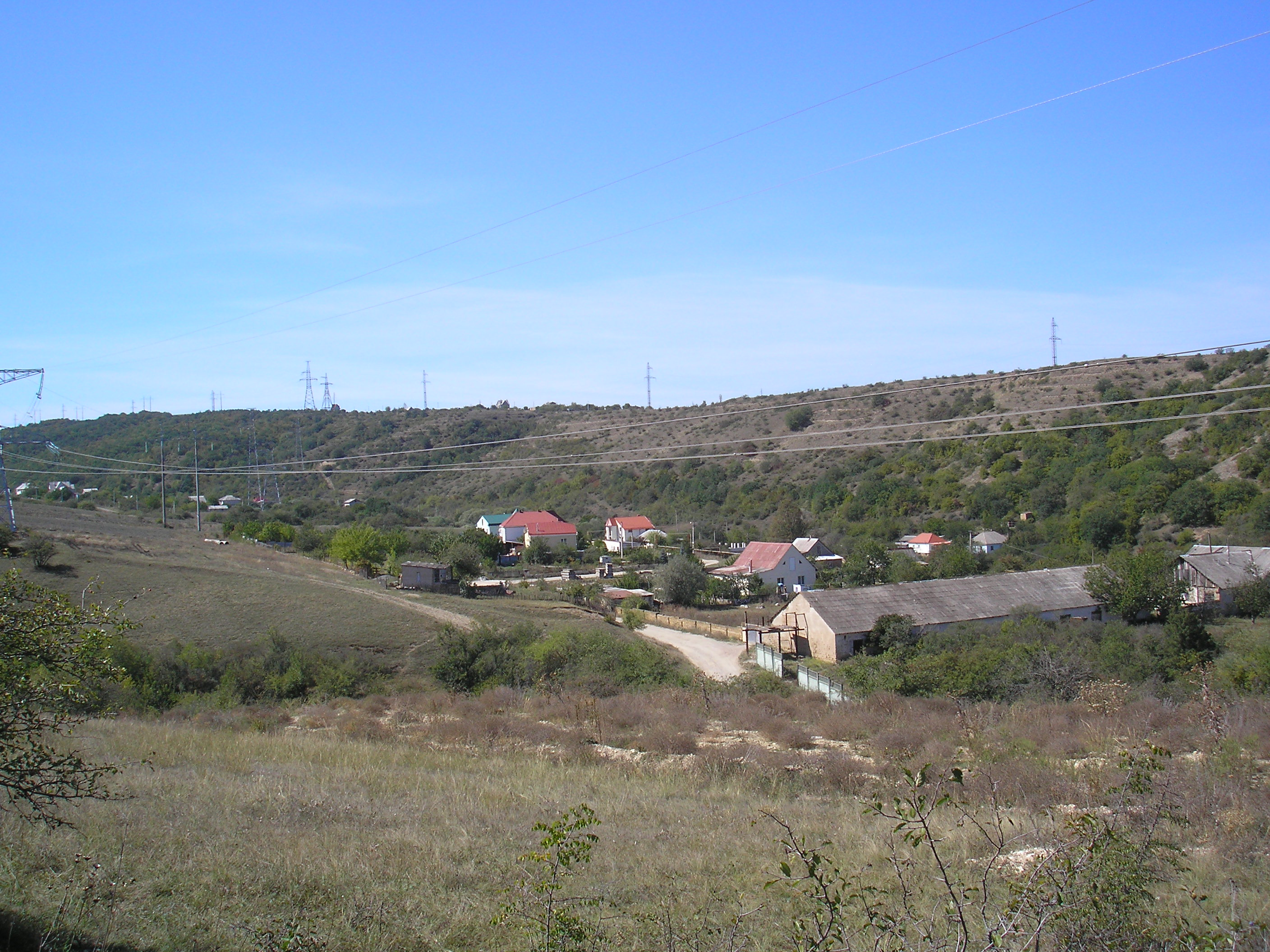

Андру́сово (до 1948 года Тахта́-Джами́; укр. Андрусове, крымскотат. Tahta Cami, Тахта Джами) — село в Симферопольском районе
Республики Крым, входит в состав Добровского сельского поселения (согласно административно-территориальному делению Украины — Добровского сельского совета Автономной Республики Крым).

## Население
| 2001 | 2014 |
| ---- | ---- |
| 772  | ↗886 |

Всеукраинская перепись 2001 года показала следующее распределение по носителям языка
| Язык             | Процент |
| ---------------- | ------- |
| крымскотатарский | 64,38   |
| русский          | 32,64   |
| украинский       | 1,3     |
| греческий        | 1,17    |

### Динамика численности
| - 1887 год — 84 чел - 1915 год — 0/54 чел. - 1926 год — 289 чел. - 1939 год — 266 чел. - 1989 год — 201 чел. | - 2001 год — 772 чел. - 2009 год — 801 чел. - 2014 год — 772 чел. |

## Современное состояние
В Андрусово 8 улиц и 2 переулка, площадь, занимаемая селом, 95,6 гектара, на которой в 142 дворах, по данным сельсовета на 2009 год, числился 801 житель. В селе имеются 3 магазина, кафе, АЗС, действует мечеть «Тахта Джами». Андрусово связано регулярным троллейбусным сообщением с Симферополем, Алуштой и Ялтой.

## География
Село Андрусово расположено в центре района, в 10 километрах на юго-восток от Симферополя, на шоссе 35А-002 Симферополь — Алушта — Ялта (по украинской классификации М-18), ближайшая железнодорожная станция Симферополь — примерно в 11 километрах. Село находится в горной части Крыма, на левой стороне долины реки Салгир в верхнем течении, высота центра села над уровнем моря — 354 м. Только ялтинское шоссе отделяет Андрусово от фактически сросшихся сёл Пионерское и Ферсманово; на юг, по балке ручья Чешмеджи, почти вплотную расположилось Тёплое.

## История
Впервые упоминается в Камеральном Описании Крыма 1784 года, как деревня Тохта джами Екары Ичкийского каймаканства Акмечетского кадылыка. Видимо, жители деревни выехали в Турцию во время массовых эмиграций крымских татар перед и после присоединения Крыма к России (8) 19 апреля 1783 года, потому как в Ведомости о всех селениях в Симферопольском уезде состоящих с показанием в которой волости сколько числом дворов и душ… от 9 октября 1805 года деревня не упомянута, а на военно-топографической карте генерал-майора Мухина 1817 года Тахта-Джами обозначена как пустующая.
На карте 1836 года в деревне 15 дворов, а на карте 1842 года Тахта-Джами обозначена условным знаком «малая деревня».

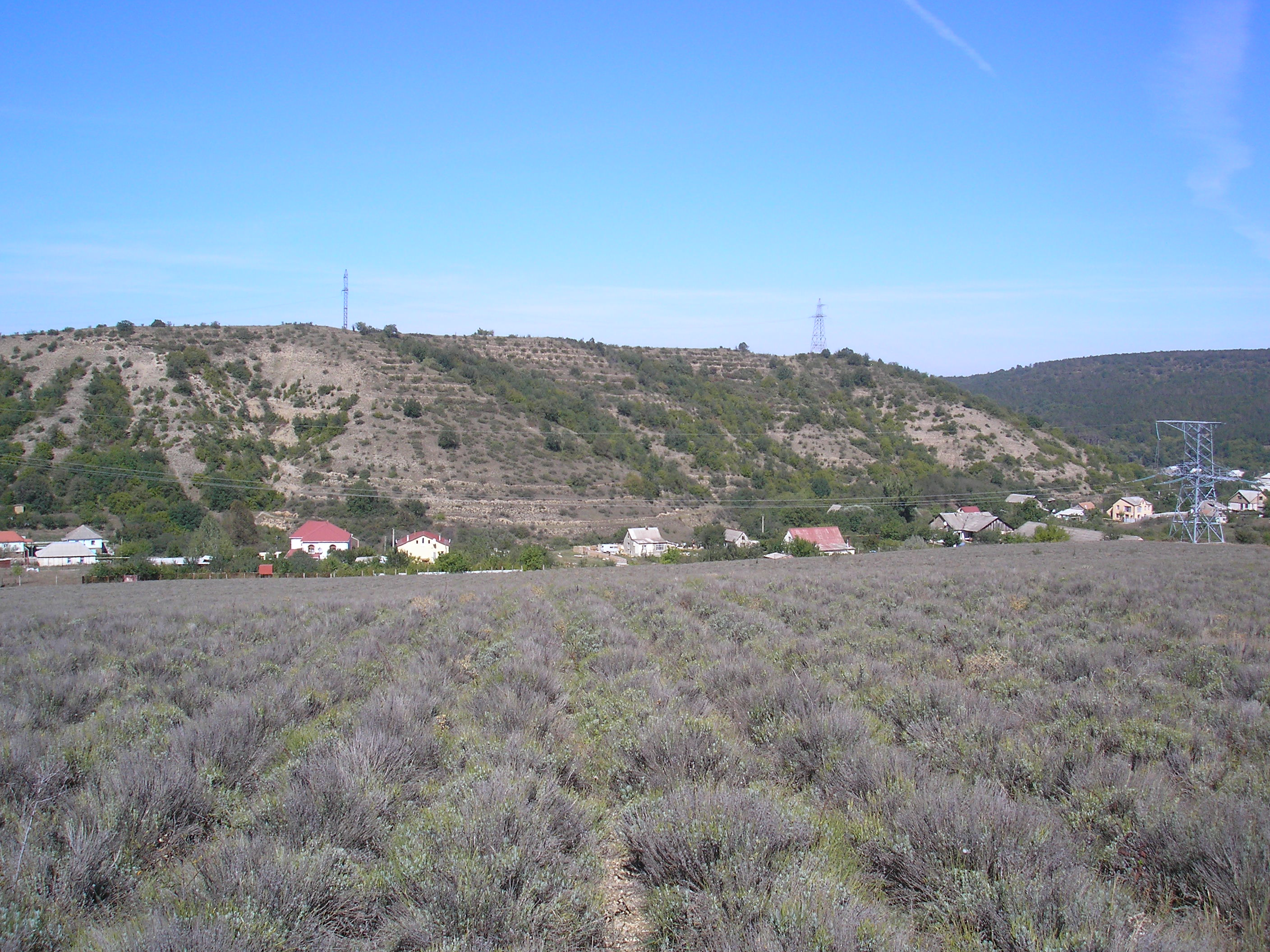

В «Списке населённых мест Таврической губернии по сведениям 1864 года», составленном по результатам VIII ревизии 1864 года, деревня опять не фигурирует, и только в «Памятной книге Таврической губернии 1889 года», по результатам Х ревизии 1887 года, появляется Тахта-Джами Симферопольского уезда, не приписанная к какой-либо волости, с 12 дворами и 84 жителями — так записывали вновь созданные (или недавно заселённые) посёлки (на трехверстовой карте 1865—1876 года деревня ещё не обозначена, а на подробной карте 1892 года — 16 дворов с русским населением). При этом, в справочных книгах конца XIX — начала XX века селение но упоминается. По Статистическому справочнику Таврической губернии. Ч.II-я. Статистический очерк, выпуск шестой Симферопольский уезд, 1915 год, в деревне Тохта-Джами (на земле Н. Ф. Зефиропуло) Подгородне-Петровской волости Симферопольского уезда, числилось 10 дворов со смешанным населением без приписных жителей, но с 54 — «посторонними», из которых 30 мужчин и 24 женщины. Жители землёй не владели, в хозяйствах имелось 4 лошади и 2 коровы.
После установления в Крыму Советской власти, по постановлению Крымревкома от 8 января 1921 года была упразднена волостная система и село включили в состав вновь созданного Подгородне-Петровского района Симферопольского уезда, а в 1922 году уезды получили название округов. 11 октября 1923 года, согласно постановлению ВЦИК, в административное деление Крымской АССР были внесены изменения, в результате которых был ликвидирован Подгородне-Петровский район и образован Симферопольский и село включили в его состав. Согласно Списку населённых пунктов Крымской АССР по Всесоюзной переписи 17 декабря 1926 года, в селе Тохта-Джами, Джалман-Кильбурунского сельсовета Симферопольского района, числилось 59 дворов, из них 56 крестьянских, население составляло 289 человек, из них 260 русских, 24 грека, 4 немца, 1 записан в графе «прочие».

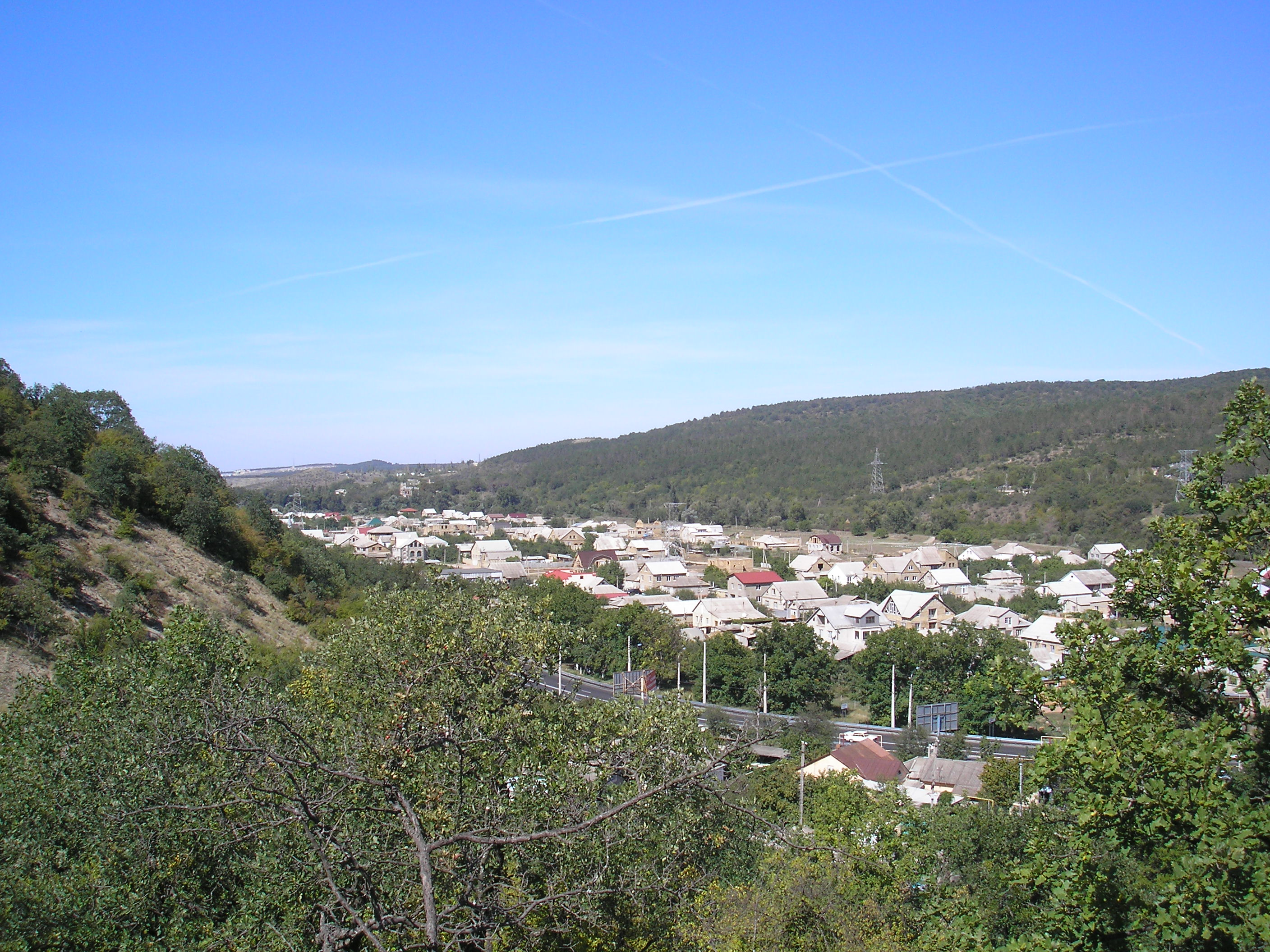

После освобождения Крыма от фашистов, 12 августа 1944 года было принято постановление № ГОКО-6372с «О переселении колхозников в районы Крыма» и в сентябре 1944 года в район приехали первые новосёлы (214 семей) из Винницкой области, а в начале 1950-х годов последовала вторая волна переселенцев из различных областей Украины. С 25 июня 1946 года Тахта-Джами в составе Крымской области РСФСР. Указом Президиума Верховного Совета РСФСР от 18 мая 1948 года село Тахта-Джами было переименовано в Андрусово. Новое название дано в честь Николая Ивановича Андрусова, проводившего в Крыму исследования и работавшего в Таврическом университете в 1918—1919 годах. В том же году, по решению исполкома, был упразднён Лозовской сельсовет и село Андрусово (колхоз им. Чкалова) передали в Пионерский. 26 апреля 1954 года Крымская область была передана из состава РСФСР в состав УССР. Время включения в состав Добровского сельсовета пока не установлено: на 15 июня 1960 года село уже числилось в его составе. Указом Президиума Верховного Совета УССР «Об укрупнении сельских районов Крымской области», от 30 декабря 1962 года Симферопольский район был упразднён и село присоединили к Бахчисарайскому. С 12 февраля 1991 года село в восстановленной Крымской АССР, 26 февраля 1992 года переименованной в Автономную Республику Крым. С 21 марта 2014 года в составе Крыма аннексировано Россией.